# Šiance
Šiance byla národní přírodní rezervace v oblasti Muráňské planiny. Nacházela se v katastrálním území obcí Muráň a Muránska Huta v okrese Revúca v Banskobystrickém kraji. Území bylo vyhlášeno či novelizováno v roce 1999 na rozloze 132,06 ha. Ochranné pásmo nebylo stanoveno.
Národní přírodní rezervace byla k 1. říjnu 2022 zrušena a území bylo zařazeno do systému zón národního parku Muráňská planina.